# Vieux de la Montagne
Pour l’article homonyme, voir Le Vieux de la Montagne.

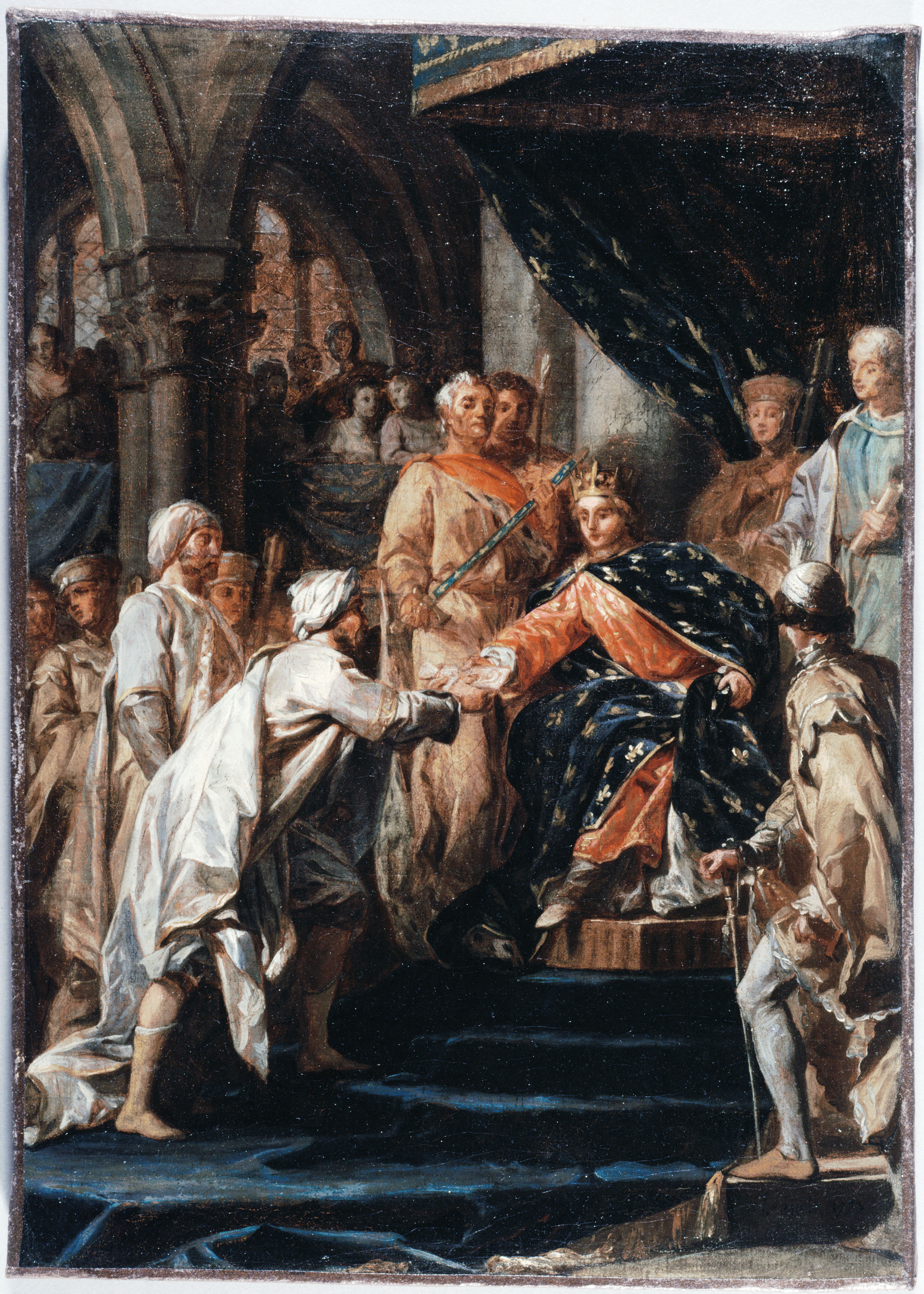
Louis IX recevant les messagers du Vieux de la Montagne (Nicolas Guy Brenet 1773, musée Carnavalet).

Le Vieux de la Montagne (Chaykh al-Jabal) est l'appellation commune donnée par les Croisés au grand-maître de l'ordre ismaélite Nizarite des Assassins.
Le premier fut Hassan ibn al-Sabbah qui fonda l'ordre des Assassins et le dirigea depuis la forteresse au sommet du piton rocheux d'Alamut en Perse.
Il était donc Chaykh al Jabal, c'est-à-dire le Sheik ou le chef de la montagne, mais qui peut aussi se traduire "Le Vieux de la Montagne", sous-entendu le sage de la montagne.
C'est cette expression qui fut favorisée par les croisés avant d'être popularisée par Marco Polo qui lui consacre un chapitre entier de son livre sous ce titre.
Autrement dit, l’appellation « Vieux de la Montagne » résulte simplement d'une mauvaise traduction ou d'une orientalisation du nom donnée au chef de l'ordre des Assassins, et ce d'autant plus que les occidentaux n'avaient aucune compréhension des spécificités religieuses des Nizarites chiites par rapport aux autres musulmans.
Par la suite, le même titre de Cheikh de la Montagne fut donné à ses successeurs, en Syrie qui s'étaient également installés sur des sommets rocheux, notamment entre Latakieh et Hamah, et il fut toujours traduit par le Vieux de la Montagne.
Le plus célèbre des Vieux de la Montagne fut probablement Rachid ad-Din Sinan qui combattit Saladin, assassinat Conrad de Montferrand et dont Jean de Joinville évoque la rencontre entre ses émissaires et Saint-Louis,.
Le Vieux de la Montagne a ensuite connu un intérêt graduel après les descriptions de Marco Polo inspirées des récits des mongols qui avaient réussi à prendre Alamut, d'abord chez Odoric de Pordenone, en Chine et dans de nombreux recueils occidentaux.
Mais désormais, le Vieux de la Montagne n'est plus le chef d'un ordre militaire religieux, mais un original qui se voudrait à l'égal de Dieu, vivant dans un paradis qu'il s'est construit et qui utilise des drogues pour attirer de jeunes hommes et les pousser à accomplir ses volontés.
Il pénètre alors le registre de la fiction, d'abord dans divers récits de troubadours, puis dans des contes orientaux tels que Les Milles et Une Nuit et jusque dans le Décaméron.